# Prétot-Sainte-Suzanne
Prétot-Sainte-Suzanne ist eine Ortschaft und eine ehemalige französische Gemeinde mit 296 Einwohnern (Stand: 1. Januar 2022) im Département Manche in der Region Normandie.
Mit Wirkung vom 1. Januar 2016 wurden die früheren Gemeinden Lithaire, Coigny, Prétot-Sainte-Suzanne und Saint-Jores zu einer Commune nouvelle mit dem Namen Montsenelle zusammengelegt und haben in der neuen Gemeinde den Status einer Commune déléguée. Der Verwaltungssitz befindet sich im Ort Lithaire.
Nachbarorte sind Varenguebec im Nordwesten, Vindefontaine im Norden, Coigny im Osten, Saint-Jores im Südosten, Le Plessis-Lastelle im Süden und Lithaire im Südwesten.

## Bevölkerungsentwicklung
| Jahr      | 1962 | 1968 | 1975 | 1982 | 1990 | 1999 | 2008 | 2015 |
| --------- | ---- | ---- | ---- | ---- | ---- | ---- | ---- | ---- |
| Einwohner | 471  | 414  | 365  | 353  | 374  | 360  | 326  | 295  |

## Sehenswürdigkeiten
- Schlösser von Prétot und Sainte-Suzanne
- Kirche Saint-Pierre in Prétot
- Kirche Sainte-Suzanne

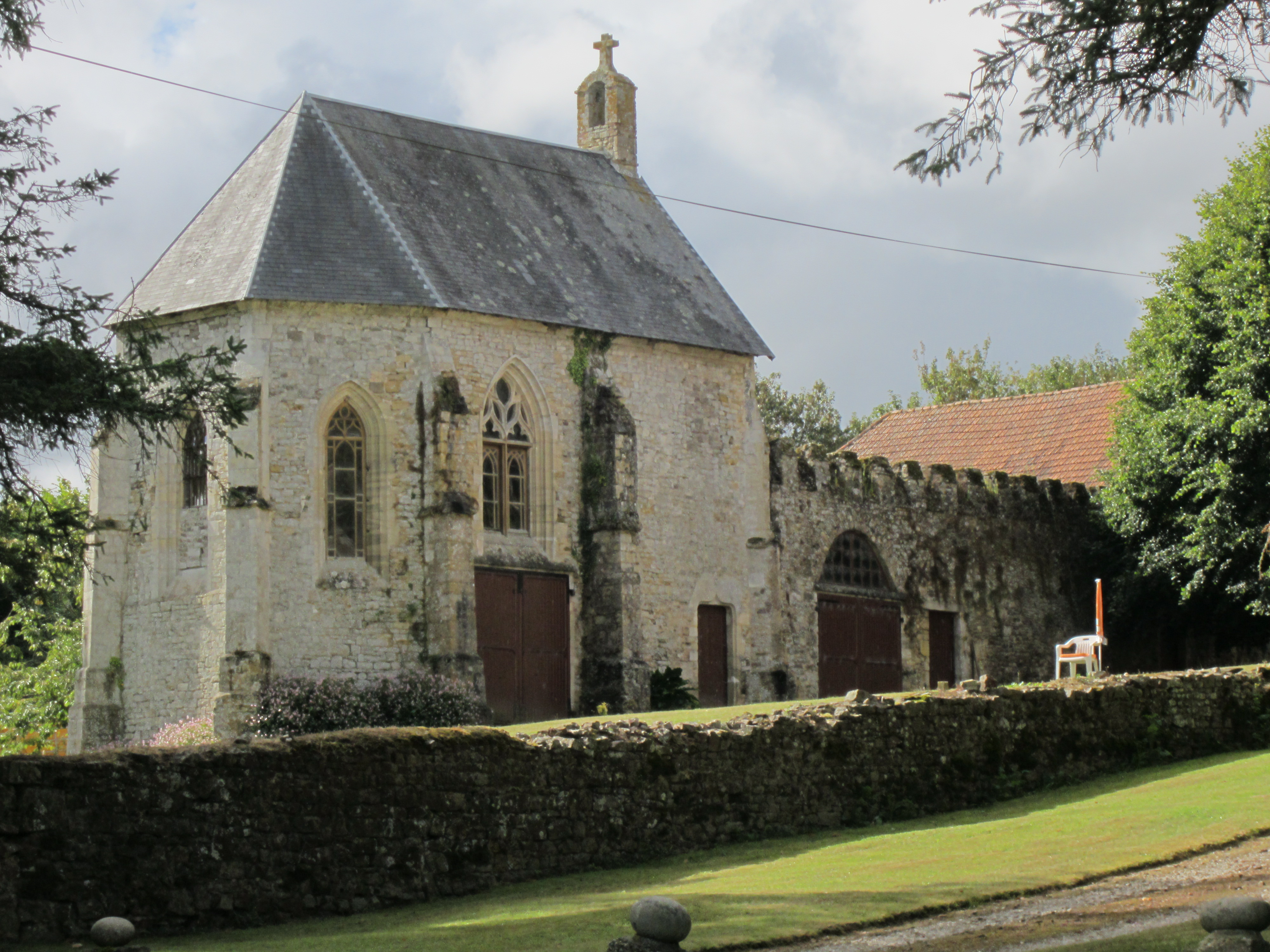
Schloss von Prétot mit dazugehöriger Kapelle
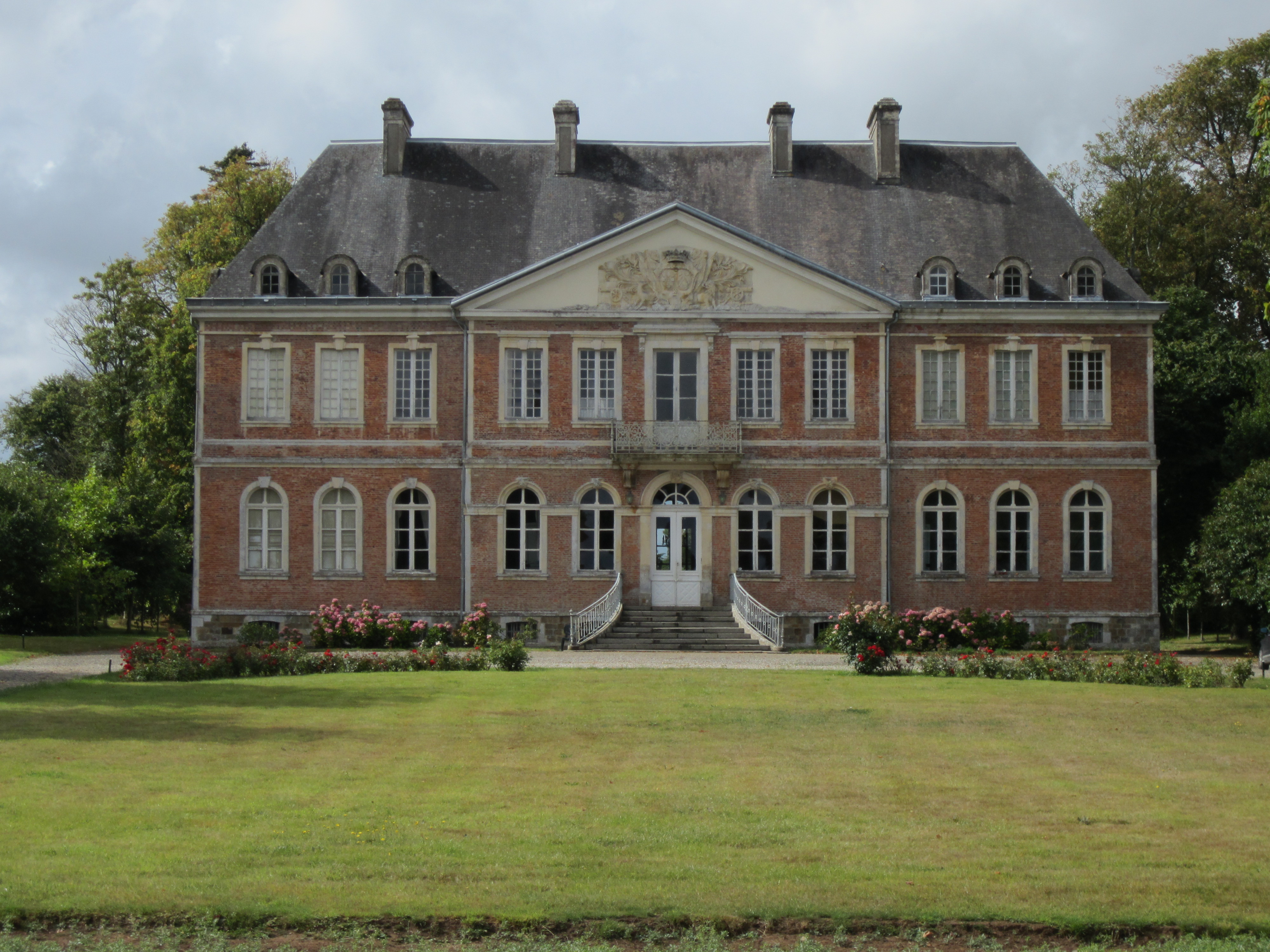
Schloss von Sainte-Suzanne
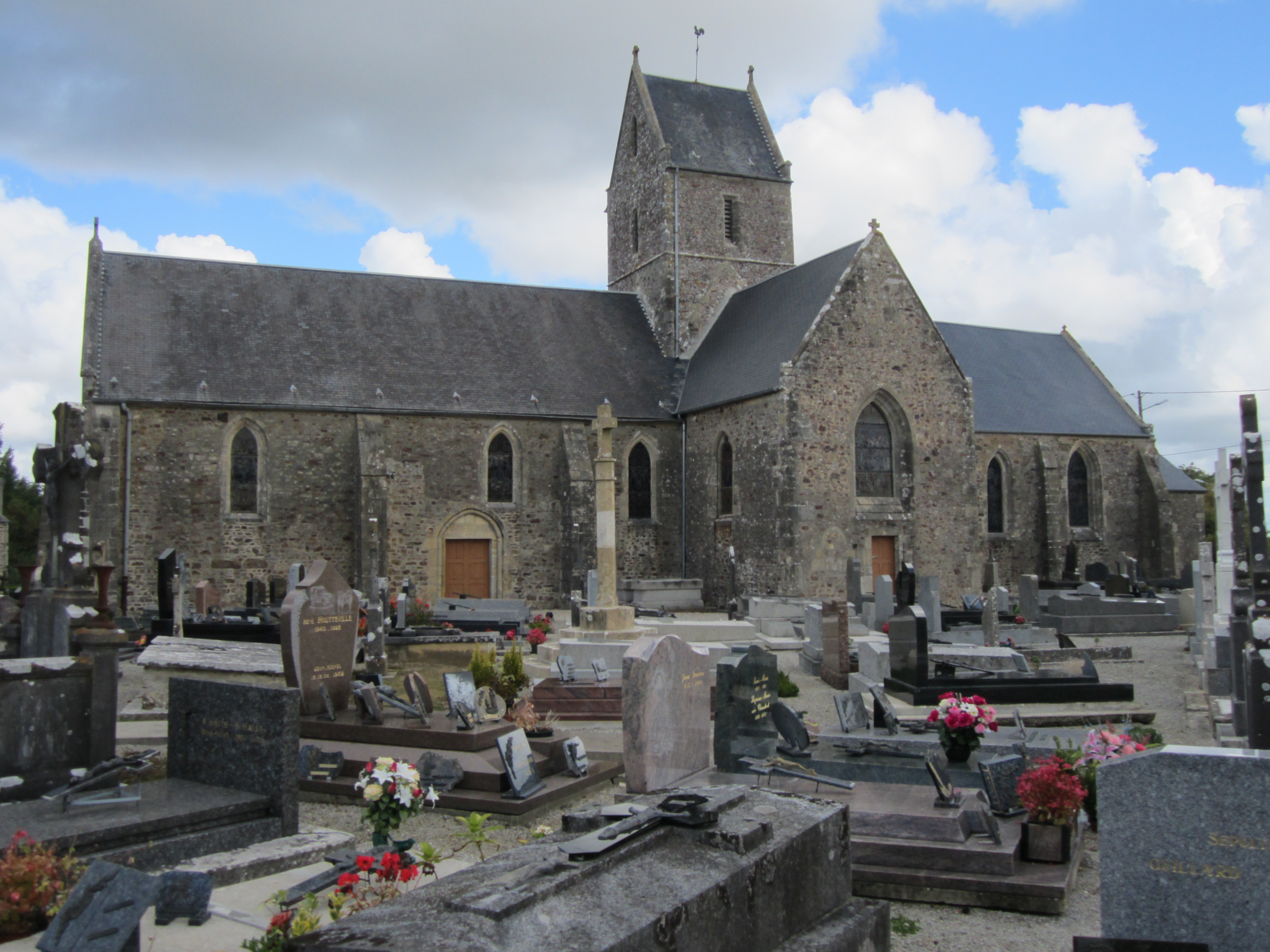
Kirche Saint-Pierre
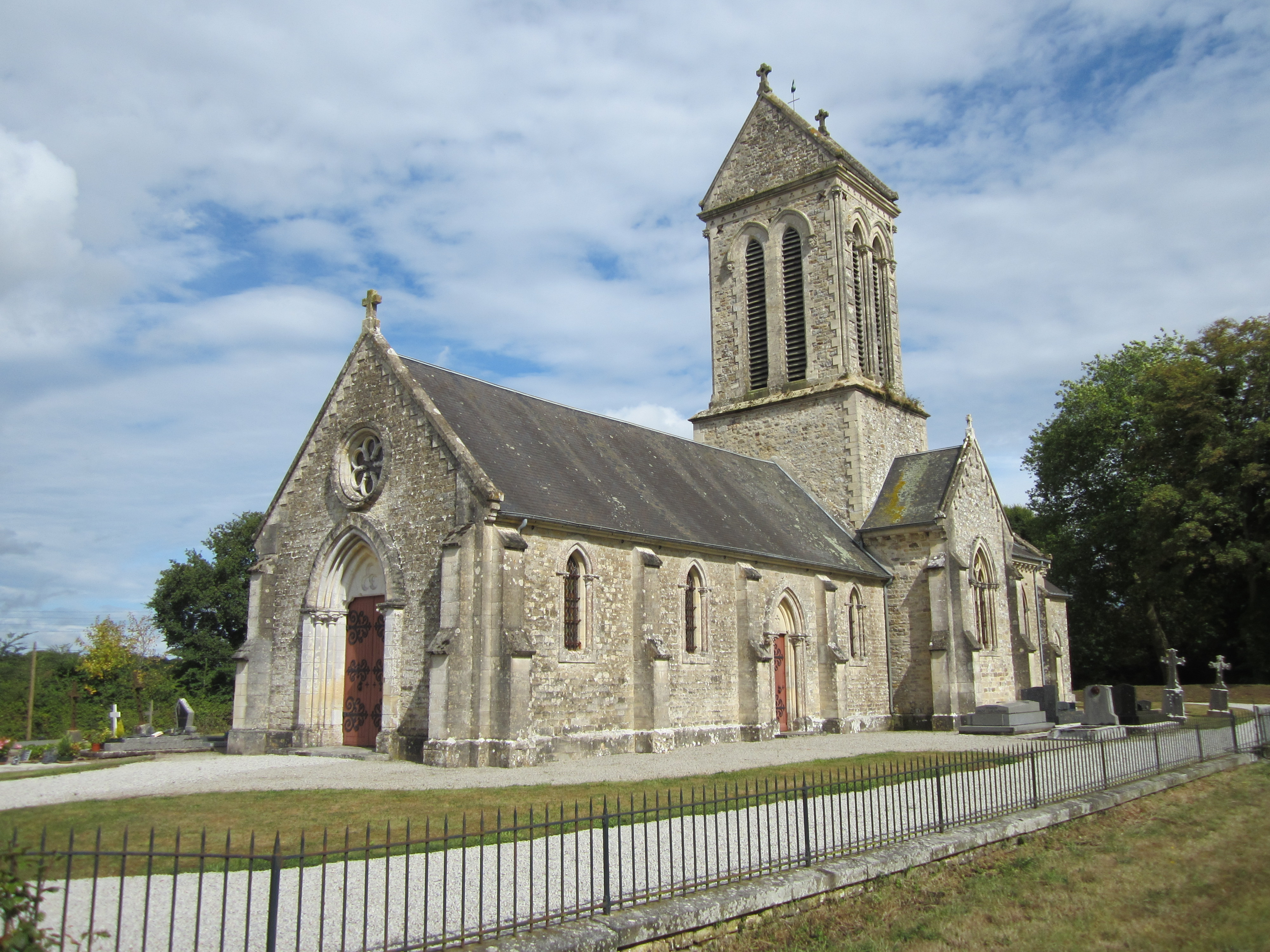
Kirche Sainte-Suzanne